# La Palma de Cervelló
La Palma de Cervelló é um município da Espanha, na comarca de Baix Llobregat, província de Barcelona, comunidade autónoma da Catalunha. Faz parte da área metropolitana de Barcelona. Tem 5,41 km² de área e em 2021 tinha 3 015 habitantes (densidade: 557,3 hab./km²).
Em 1857, integrou-se a Cervelló, mas passou a constituir um município próprio entre 1937 e 1939. Voltou a formar parte de Cervelló, independizando-se pela segunda vez no dia 21 de julho de 1998.